# Giovanni Pinarello
Giovanni Pinarello, detto Nani (Catena, 10 luglio 1922 – Treviso, 4 settembre 2014), è stato un ciclista su strada e imprenditore italiano.
Professionista e indipendente dal 1946 al 1953, è stato poi il fondatore dell'omonima impresa produttrice di biciclette.

## Carriera
Corse per la Lygie, l'Atala, la Stucchi e la Bottecchia. Le principali vittorie da professionista furono una tappa al Giro delle Dolomiti nel 1948, la Coppa Lepori e la Coppa Barbieri nel 1950 e una tappa alla Roma-Napoli-Roma 1951. Fu secondo alla Milano-Torino 1947 e alla Milano-Modena 1951, terzo al Trofeo Matteotti 1950. Fu maglia nera al Giro d'Italia 1951, mentre nell'edizione successiva fu sostituito all'ultimo momento da Pasquale Fornara. La squadra lo compensò con 100.000 lire, che vennero utilizzate da Pinarello per fondare una fabbrica di biciclette.

## Palmarès
- 1942 (Dilettanti)

La Popolarissima
- 1948

2ª tappa Giro delle Dolomiti
- 1950

Coppa Barbieri
Coppa Lepori
- 1951

2ª tappa Roma-Napoli-Roma

### Altri successi
- 1951

Maglia nera Giro d'Italia

## Piazzamenti

### Grandi Giri
- Giro d'Italia

1949: 56º
1951: 75º

### Classiche monumento
- Milano-Sanremo

1949: 73º
1950: 85º
1951: 127º
- Giro di Lombardia

1948: 19º